# 棕头鹃鸠
棕头鹃鸠（学名：Macropygia ruficeps）为鸠鸽科鹃鸠属的鸟类，俗名小鹃鸠。分布于缅甸、中南半岛、马来西亚、印度尼西亚以及中国大陆的云南等地，多生活于海拔600米以上的山林间。该物种的模式产地在印度尼西亚爪哇。

## 保护
- 中国国家重点保护动物等级：二级

## 亚种
- 棕头鹃鸠云南亚种（学名：Macropygia ruficeps assimilis）。分布于泰国、缅甸以及中国大陆的云南等地。该物种的模式产地在Tenasserim。[2]